# Zespół Filmowy „X”
Zespół Filmowy „X” este un studio polonez de producție de film, inaugurat în ziua de Anul Nou, în 1972. Formarea studioului a fost opera apreciatului regizor polonez Andrzej Wajda, care a ocupat funcția de director artistic pe toată durata existenței studioului.

## Istorie
În acel moment în Polonia, autoritățile culturale comuniste aveau obiceiul de a separa producția de film în echipe care funcționau și ca școli de film pentru începătorii care erau angajați. La început, acest lucru s-a realizat la nivel regional. De asemenea, a existat un sistem de recompensare pentru cei mai buni regizori de film din țară, cărora li s-a acordat funcții de directori artistici ai diferitelor echipe. La sfârșitul anului 1970 sau la începutul anului 1971, autoritățile culturale poloneze i-au propus lui Andrzej Wajda să conducă una dintre aceste echipe. Regizorul se afla în acea perioadă într-o etapă foarte productivă a carierei sale, având un șir de succese internaționale. După o oarecare ezitare, Wajda a acceptat cu precauție această promovare. 
Conducerea acestor echipe a fost o aventură în trei, iar Wajda s-a înconjurat rapid de tinere talente pline de energie, numind-o pe Barbara Pec-Ślesicka ca șefă de producție și pe Constantin Puzyna în funcția de director literar al echipei. În 1973, Puzyna a abandonat proiectul și a fost înlocuit cu Bolesław Michałek. Wajda, Pec-Ślesicka și Michałek au rămas în aceste funcții până în mai 1983, când, datorită legii marțiale, echipa a fost închisă forțat de guvernul polonez ca represalii pentru pozițiile politice adoptate de echipă prin filmele produse și în special pentru identificarea lui Wajda cu Solidaritatea. 
Prima producție a studioului Zespół Filmowy „X” a fost cea de-a doua peliculă a lui Andrzej Żuławski, Diabeł (Diavolul). Este o descriere fastuoasă și diabolic suprarealistă a urmărilor Insurecției lui Kościuszko și a celei de-a Treia Împărțiri a Poloniei asupra unei familii odinioară de nobili, totul într-o Polonie sumbră și înghețată. Acest film a fost întâmpinat imediat de o condamnare severă din partea autorităților culturale. Filmul a fost cenzurat până în 1987, când a fost lansat în cele din urmă după ce linia dură a guvernului s-a înmuiat din cauza creșterii presiunilor din interior în vederea deschiderii societății. Acest film a stabilit tonul pentru cea mai mare parte a producțiilor Zespół Filmowy „X”: filme provocatoare cu standarde artistice ridicate. Sfârșitul suprimării filmului Diabeł a dus la o examinare și mai atentă a echipei din partea autorităților, la plecarea lui Żuławski în Franța și la un climat de control relaxat și excluderea echipei din cinematografe, ceea ce a avut ca efect retrogradarea pentru o perioadă a întregii producții a echipei către televiziune. 
De-a lungul existenței studioului, aceste standarde au fost menținute, iar echipa a produs mai multe filme apreciate de mai mulți regizori notabili. Studioul a atins culmea realizării cinematografice când filmul Omul de Fier al lui Wajda a primit Palme d'Or și Premiul Juriului Ecumenic la Festivalul Internațional de Film de la Cannes din 1981.

## Filmografie (selecție)
- Diabeł (1972), regia Andrzej Żuławski
- Nunta (1972), regia Andrzej Wajda
- Pământul făgăduinței (1975), regia Andrzej Wajda
- W środku lata (În mijlocul verii) (1975), regia Feliks Falk
- Obrazki z życia (Pictures of Life) (1976), un film de antologie
- Conul de umbră (1976), regia Andrzej Wajda
- Motylem jestem czyli romans 40-latka (1976), regia Jerzy Gruza
- Zdjęcia próbne (Proiecții de testare) (1976), regia Agnieszka Holland, Paweł Kędzierski și Jerzy Domaradzki
- Omul de marmură (1977), regia Andrzej Wajda
- Prawo Archimedesa (Principiul lui Arhimede) (1977), regia Mariusz Walter
- Indeks Życie i twórczość Józefa M (Index: Viața și opera lui Joseph M) (1977), regia Janusz Kijowski
- Pani Bovary to ja (Eu sunt Madame Bovary) (1977), regia Zbigniew Kamiński
- Sprawa Gorgonowej (Cazul Gorgonowej) (1977), regia Janusz Majewski
- Rytm serca (ritmul circadian) (1977), regia Zbigniew Kamiński
- Camera cu fereastră spre mare (1978), regia Janusz Zaorski
- Prezentatorul (1978), regia Feliks Falk
- Quiet is the Night (1978), regia Tadeusz Chmielewski
- Fără anestezie (1978), regia Andrzej Wajda
- Bestia (The Beast) (1978), regia Jerzy Domaradzki
- Actori provinciali (1978), regia Agnieszka Holland
- Domnișoarele din Wilko (1979), regia Andrzej Wajda
- Kobieta i kobieta (O femeie și o femeie) (1979), regia Ryszard Bugajski
- În mișcare (1979), regia Márta Mészáros
- Obok (1979), regia Feliks Falk
- Kung-fu (1979), regia Janusz Kijowski
- Szansa (Chance) (1979), regia Feliks Falk
- Niewdzięczność (Ingratitudine) (1979), regia Zbigniew Kamiński
- Dirijorul (1980), regia Andrzej Wajda
- The Moth (1980), regia Tomasz Zygadło
- Febra (1980), regia Agnieszka Holland
- Głosy (Voices) (1980), regia Janusz Kijowski
- Spokojne lata (Ani liniștiți) (1981), regia Andrzej Kotkowski
- Omul de Fier (1981), regia Andrzej Wajda
- Dziecinne pytania (Întrebări copilărești) (1981), regia Janusz Zaorski
- Książę (Prințul) (1981), regia Krzysztof Czajka
- O femeie singură (1981), regia Agnieszka Holland
- Był jazz (And All That Jazz) (1981), regia Feliks Falk
- Matka Królów (Maica Împăraților) (1982), regia Janusz Zaorski
- The Interrogation (1982), regia Ryszard Bugajski
- Danton (1983), regia Andrzej Wajda
- W obronie wlasnej (În propria lor apărare) (1982), regia Zbigniew Kamiński
- Planeta krawiec (croitorul planetei) (1983), regia Jerzy Domaradzki
- Synteza (Sinteză) (1983), regia Maciej Wojtyszko
- Stan wewnętrzny (statul interior) (1983), regia Krzysztof Tchórzewski
- Wierna rzeka (Râul credincios) (1983), regia Tadeusz Chmielewski
- Święto księżyca (Sărbătoarea lunii) (1983), regia Maciej Wojtyszko